# Justin Fashanu
Justinus Soni «Justin» Fashanu född 19 februari 1961 i Shoreditch, London, död 2 maj 1998, var en engelsk fotbollsspelare som hade en aktiv spelarkarriär från 1978 till 1997. Han var den första professionella spelaren som kom ut som homosexuell. Då han år 1981 blev köpt av Nottingham Forest, blev han som den första svarta fotbollsspelaren köpt för över en miljon pund. Fashanu begick självmord 1998.
Justin Fashanu blev omtalad som en av Englands största fotbollstalanger då han blev köpt till Nottingham Forrest 1981. Efter att det blev känt att han var homosexuell kom han emellertid på kant med sin manager Brian Clough. Tiden i hans klubb blev inte som han tänkt sig, han fick sitta mycket på bänken och efter ett tag blev han såld billigt till Notts County. Hans karriärkurva pekade nu bara nedåt och han fick ta emot oerhört mycket kritik från supportrar och mycket hets mot honom och hans familj för sin sexuella läggning.
Efter tiden i Notts County flyttade han till USA där han blev spelande tränare för Miramar Rangers. I mars 1998 blev han anklagad för våldtäkt på en 17-årig pojke på ett fotbollsläger, efter att de hade haft sex på en fest. Fashanu frågades ut av polisen och historien uppmärksammades stort i pressen, där det uppgavs att åtal om våldtäkt skulle väckas.
Den 3 maj hittades Fashanu död i ett garage i England, han hade hängt sig. I sitt självmordsbrev skrev han: "Jag inser att jag redan har dömts på förhand. Jag vill inte orsaka min familj och vänner ytterligare skam." En undersökning visade senare att det inte fanns någon arresteringsorder på Fashanu och att den amerikanska polisen redan lagt ner fallet.